# Xã Lynn, Quận McLeod, Minnesota
Xã Lynn (tiếng Anh: Lynn Township) là một xã thuộc quận McLeod, tiểu bang Minnesota, Hoa Kỳ. Năm 2010, dân số của xã này là 550 người.